# منشور حقوق ایالات متحده آمریکا

سند حقوق یا منشور حقوق ایالات متحده (به انگلیسی: United States Bill of Rights) نام ده اصلاحیه‌ای است که به قانون اساسی آمریکا الحاق شد. این متمم‌ها که قدرت دولت فدرال را محدود و حقوق شهروندان ایالات متحده را تضمین می‌کرد، پس از نبرد آمریکا با بریتانیا به قانون اساسی ایالات متحده افزوده شد.
منشور حقوق در معیارهای تصویب قوانین کشوری و حقوقی و زندگی مردم آمریکا تأثیر بسیاری داشته‌است.مؤسسان ایالات متحده آمریکا در آن زمان با هدف حفاظت از آزادی‌های فردی و محدود کردن قدرت حکومت خودکامه، ده متمم را به قانون اساسی این کشور تازه تأسیس اضافه کردند که به «منشور حقوق» معروف شد.
شماری از ایالت‌ها به رهبری ویرجینیا، هنگام تصویب قانون اساسی ایالات متحده آمریکا در سال ۱۷۸۹ در کنگره دوم قاره‌ای در فیلادلفیا، تأیید قانون اساسی را به تصویب «منشور حقوق» (Bill of Rights) مشروط کردند. این ایالت‌ها که نسبت به نقض حقوق شهروندان توسط دولت در حال تأسیس در ایالات متحده آمریکا به شدت نگران بودند، بر این باور بودند که الحاق اصلاحیه‌هایی به قانون اساسی می‌توانست آزادی‌های فردی و اجتماعی شهروندان تضمین کند. ده اصلاحیه اول قانون اساسی که به «منشور حقوق» مشهور شد از تلاش‌های توماس جفرسون در جهت احقاق حقوق و آزادی‌های شهروندان از جمله آزادی بیان، مطبوعات، اجتماعات، دین و حق برابری در مقابل دادگاه به‌شمار می‌آید.
در اصل برای جلوگیری از خودکامگی حکومت این حقوق شهروندان تصریح شد و مؤسسان ایالات متحده این اختیار را به مردم دادند تا با ایجاد گروه‌های شبه نظامی برای مقابله با خودکامگی احتمالی زمامداران و جلوگیری از ایجاد استبداد در این کشور بتوانند عکس‌العمل نشان دهند.

## متون منشور حقوق ایالات متحده آمریکا
- متمم اول قانون اساسی ایالات متحده آمریکا (آزادی بیان)
- متمم دوم قانون اساسی ایالات متحده آمریکا (آزادی اسلحه)
- متمم سوم قانون اساسی ایالات متحده آمریکا (عدم حضور بی‌اجازهٔ نیروهای نظامی در خانه‌های شخصی در زمان صلح و جنگ)
- متمم چهارم قانون اساسی ایالات متحده آمریکا (امنیت مالی و جانی)
- متمم پنجم قانون اساسی ایالات متحده آمریکا (حکم جرایم سنگین، علیه خود شهادت دادن)
- متمم ششم قانون اساسی ایالات متحده آمریکا (حقوق دادرسی)
- متمم هفتم قانون اساسی ایالات متحده آمریکا (حقوق هیئت منصفه)
- متمم هشتم قانون اساسی ایالات متحده آمریکا (مجازات غیر متعارف یا سنگین)
- متمم نهم قانون اساسی ایالات متحده آمریکا (عدم نفی حقوق مردم)
- متمم دهم قانون اساسی ایالات متحده آمریکا (حقوق مردم)